# Réserve naturelle nationale des forêts de Mayotte
La réserve naturelle nationale des forêts de Mayotte (RNN328) est une réserve naturelle nationale située à Mayotte. Classée en 2021, elle occupe une surface de 2 801 hectares.

## Localisation

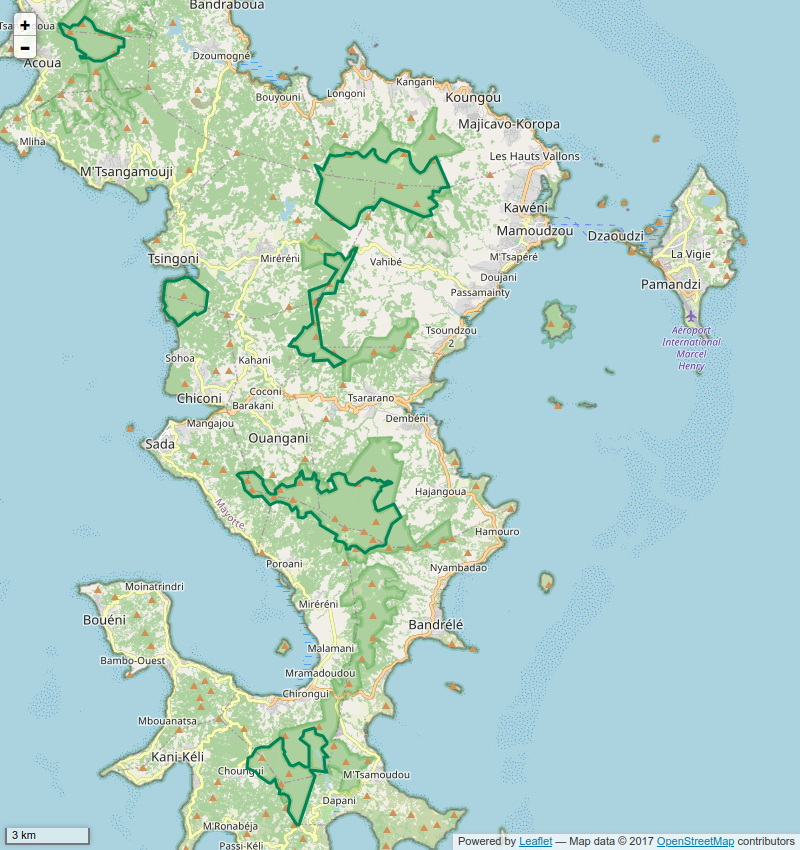
Périmètre de la réserve naturelle.

Le territoire de la réserve naturelle est dans l'île de Mayotte, sur les communes de Acoua, Bandrélé, Bandraboua, Chiconi, Chirongui, Dembeni, Kani-Kéli, Koungou, Mtsamboro, Mamoudzou, Ouangani, Sada et Tsingoni.

## Administration, plan de gestion, règlement

### Outils et statut juridique
La réserve naturelle a été créée par un décret du 3 mai 2021.